# Épave de Rochelongue

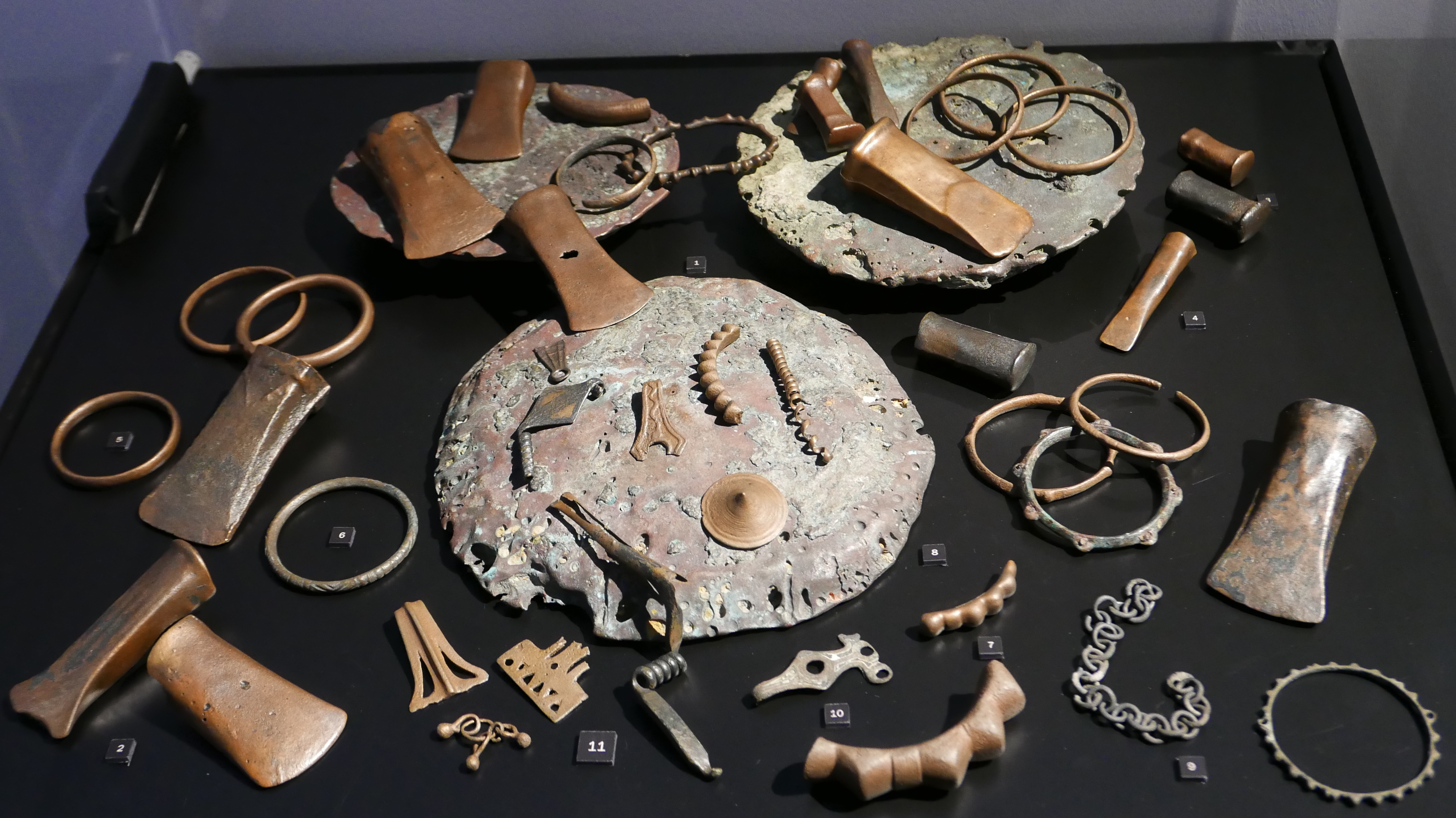
Objets étrusques retrouvés dans l'épave de Rochelongue. Ils comprennent notamment des bijoux tels que des bracelets, et des restes d'outils, notamment des fers de haches. Musée de l'Éphèbe, Agde (France).

L'épave de Rochelongue, située à l'ouest du Cap d'Agde, date de l'âge du fer, vers 600 av. J.-C.. Son fret comprenait 800 kg de lingots de cuivre et environ 1700 articles de bronze. L'analyse des lingots révèle qu'ils contiennent du cuivre très pur avec des traces de plomb, d'antimoine, de nickel et d'argent.